# Materieel cultureel erfgoed

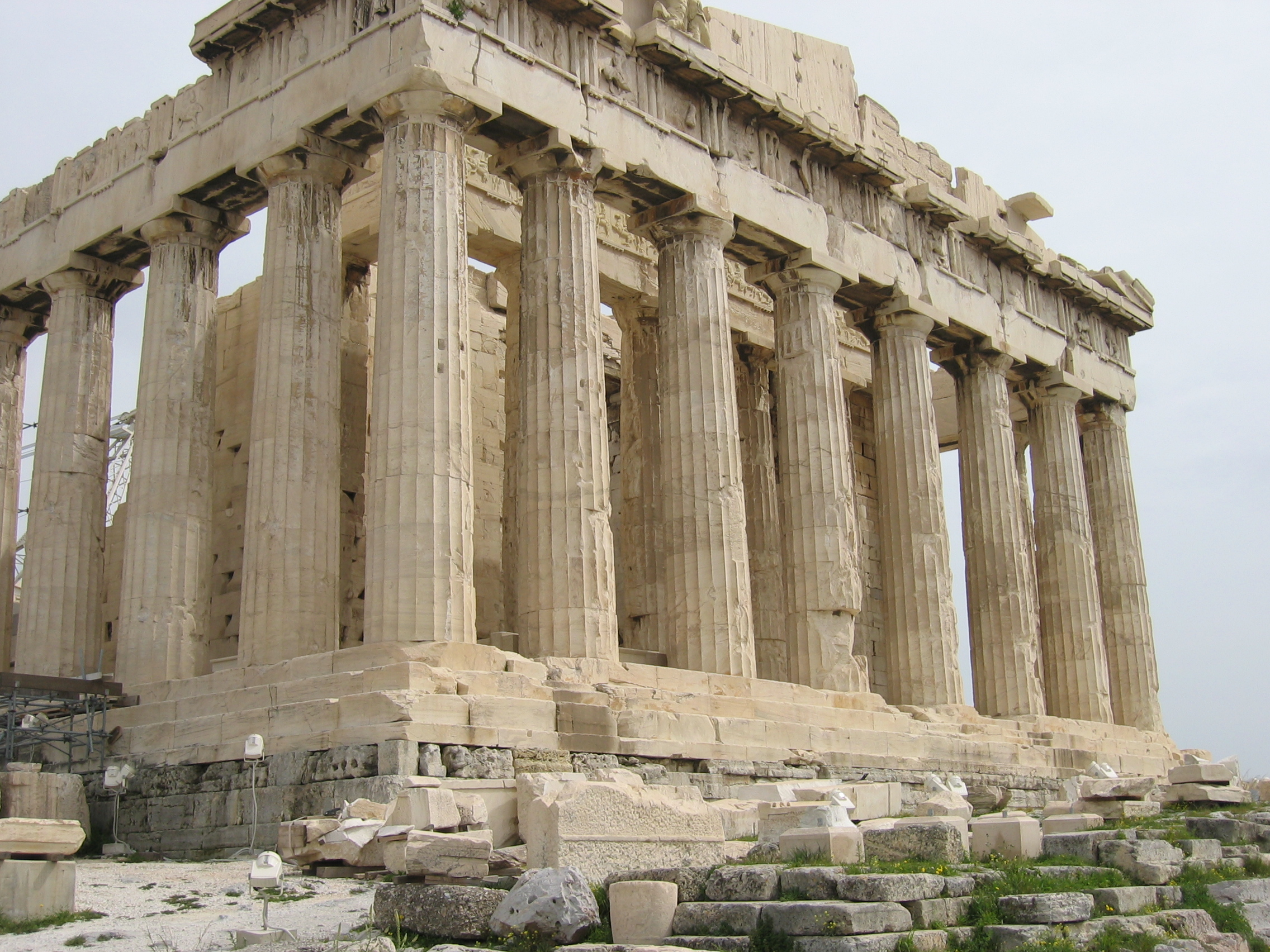
Parthenon, Athene, Europees Werelderfgoed

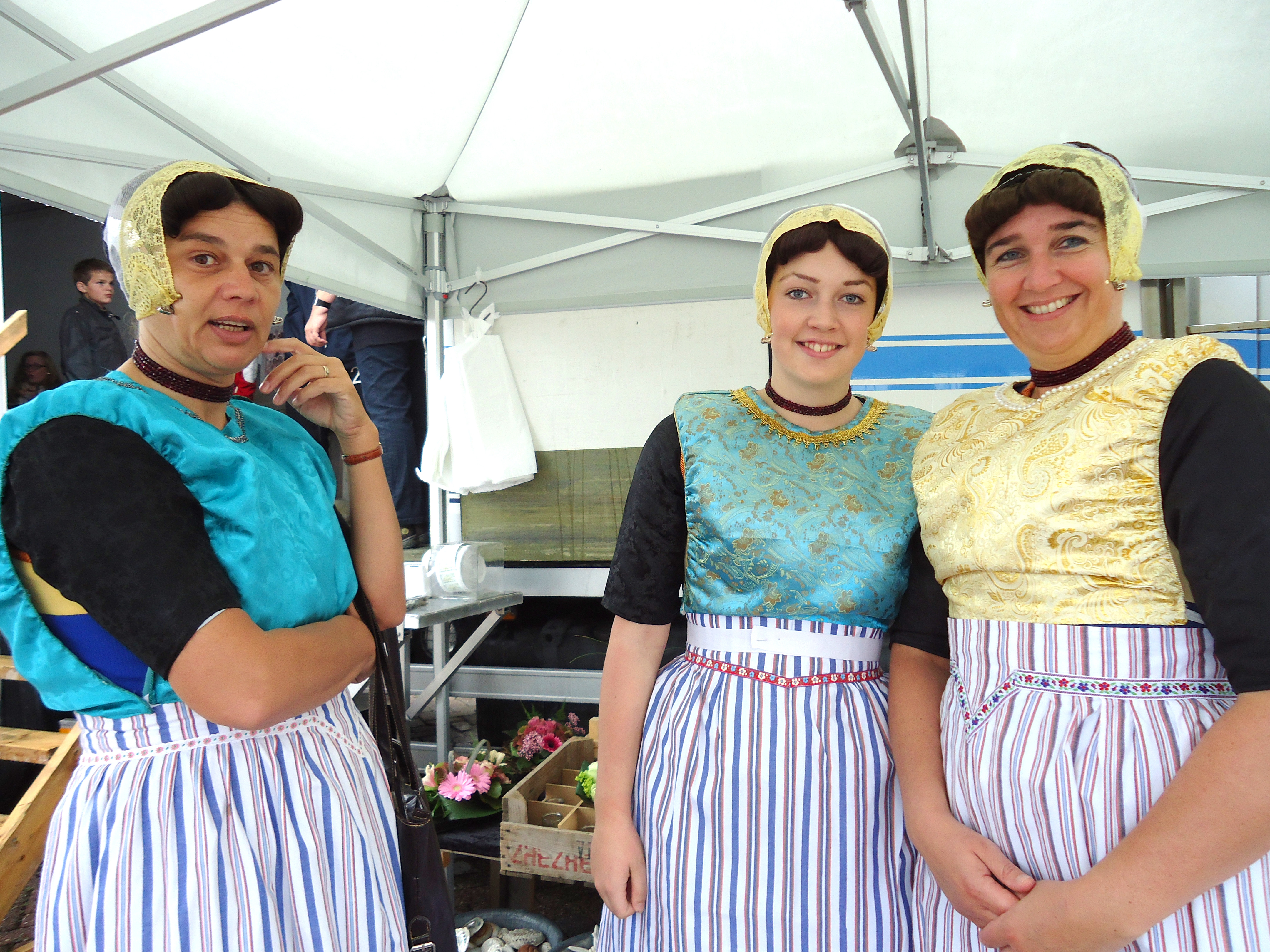
Klederdracht op Urk

Met de term materieel cultureel erfgoed, materieel erfgoed of patrimonium doelt men op voor de menselijke cultuur en geschiedenis waardevol geachte materiële kenmerken van die cultuur uit het verleden, zoals monumenten, archeologische vondsten, verzamelingen, archieven en beschermde stads- en dorpsgezichten, maar ook op artistieke en bouwkundige kunstwerken. Er bestaan cultuurerfgoed-lijsten op het niveau van gewest, natie, Europa (Europees erfgoed) en de VN.
Onderscheiden worden onroerend en roerend erfgoed.
- het grondgebonden of onroerend erfgoed of monumenten, zoals
  - cultuurhistorisch belangrijke landschappen en landschapselementen zoals de Nationale Landschappen en Regionale Landschappen, droogmakerijen, en kanalen,
  - industrieel erfgoed, zoals, bruggen, ijzergieterijen, koeltorens, steenfabrieken,  zuivelfabrieken,
  - monumentale woonhuizen, kerkgebouwen, belforten, begijnhoven in de steden
  - kastelen, monumentale boerderijen, molens in dorpen en op het platteland
  - militaire bouwwerken en verdedigingswerken zoals vestingwerken, kazematten en bastions,
  - (overig) bouwkundig erfgoed, soms bewaard in openluchtmusea.
- het niet-grondgebonden of roerend erfgoed zoals boeken, klederdrachten en kunstwerken zoals schilderijen, bewaard in bijvoorbeeld musea, streekmusea, bibliotheken, archieven, religieuze centra en verzamelingen van heemkundige kringen of erfgoedverenigingen. Het mobiel erfgoed rekent men hier ook toe, zoals turfschepen en posttreinen, hoewel dit ook wel bij industrieel erfgoed wordt ondergebracht.

Daarnaast is er immaterieel erfgoed, dat dialecten, verhalen, liederen, feesten, recepten voor voeding, tradities, optochten en processies omvat. Ook tradities betreffende eten en drinken (culinair erfgoed) rekent men ertoe, zoals de bereiding van regionale kaassoorten, worstsoorten en bieren. In veel gevallen is immaterieel erfgoed verbonden met materieel erfgoed, zoals klederdracht, aardewerk, poppen, kerken, geschriften, gereedschap, decors, muziekinstrumenten en voedsel.

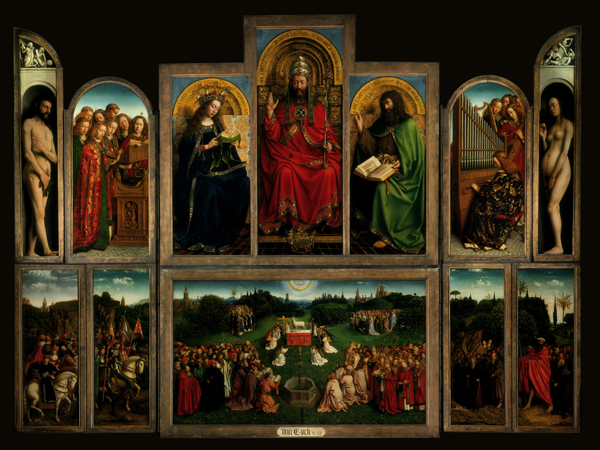
Altaarstuk Het Lam Gods in Gent
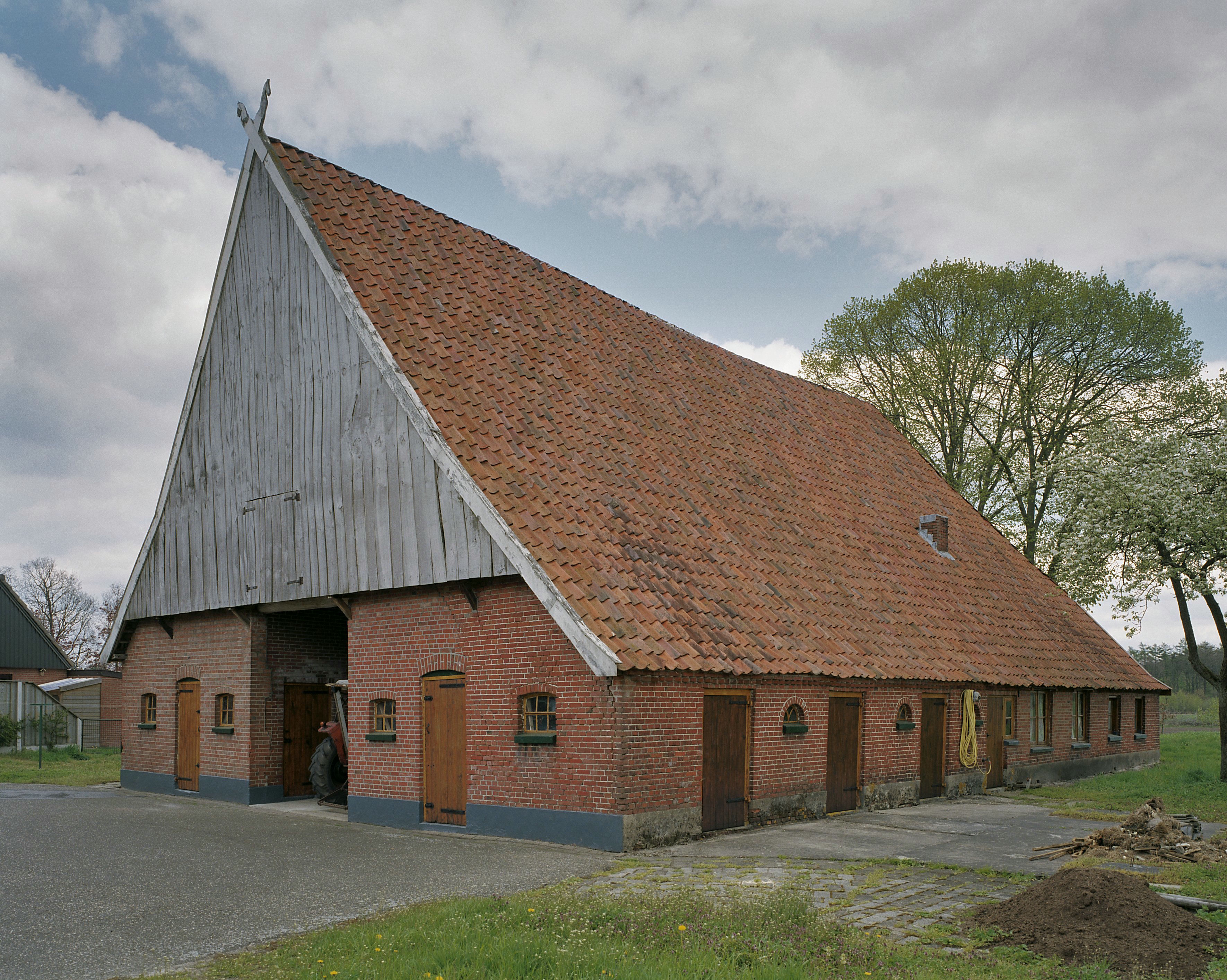
Twentse boerderij in Tilligte

Cultureel erfgoed wordt van belang geacht omdat het huidige generaties een beeld geeft van het verleden en kan bijdragen aan de culturele identiteit. In Vlaanderen wordt wel gesproken van de cultureel-erfgoedgemeenschap als aanduiding van de organisaties en personen die een bijzondere waarde hechten aan het (Vlaamse) cultureel erfgoed of specifieke aspecten ervan. Dit concept is ontleend aan de 'Kaderconventie van de Raad van Europa over de waarde van cultureel erfgoed aan de samenleving' (Faro, 27 oktober 2005).
Erfgoededucatie is voorlichting geven over het verleden aan de hand van het cultureel erfgoed. Ter gelegenheid van het 60-jarig bestaan van het Verdrag van Den Haag werd op 19 mei 2014 in de bibliotheek van het Vredespaleis in Den Haag, voorafgaand aan een fototentoonstelling, een jongerendebat en een rondetafelbijeenkomst gehouden over de toekomst van het Haags Verdrag.